# ريناردت جانس فان رينسبورغ
ريناردت جانس فان رينسبورغ (بالإنجليزية: Reinardt Janse van Rensburg) (و. 1989  م) هو راكب دراجة هوائية جنوب أفريقي، شارك في طواف إسبانيا، وسباق طواف فرنسا 2015، وطواف فرنسا 2016، وطواف فرنسا 2018، وطواف إسبانيا 2013، وسباق طواف فرنسا 2017، وطواف فرنسا 2019.

## سجل الفوز

### سباقات أو مراحل فاز بها
| التاريخ        | السباق                                                         | المركز                  |
| -------------- | -------------------------------------------------------------- | ----------------------- |
| 19 أكتوبر 2008 | Amashova Durban Classic 2008                                   |                         |
| 01 يناير 2009  | Powerade Dome 2 Dome Cycling Spectacular 2009                  |                         |
| 06 نوفمبر 2009 | 2009 African Road Cycling Championships Men U23 ITT            | الفائز في التصنيف العام |
| 06 نوفمبر 2009 | 2009 African Road Cycling Championships Men ITT                |                         |
| 08 نوفمبر 2009 | 2009 African Road Cycling Championships Men U23 RR             |                         |
| 12 نوفمبر 2010 | 2010 African Road Cycling Championships Men U23 ITT            |                         |
| 12 نوفمبر 2010 | 2010 African Road Cycling Championships Men ITT                |                         |
| 14 نوفمبر 2010 | 2010 African Road Cycling Championships Men U23 RR             |                         |
| 25 نوفمبر 2010 | Tour du Rwanda 2010                                            |                         |
| 01 يناير 2011  | Powerade Dome 2 Dome Cycling Spectacular 2011                  | الفائز في التصنيف العام |
| 28 أكتوبر 2011 | طواف هاينان 2011                                               |                         |
| 11 نوفمبر 2011 | 2011 African Road Cycling Championships Men ITT                |                         |
| 13 نوفمبر 2011 | 2011 African Road Cycling Championships Men RR                 |                         |
| 01 يناير 2012  | طواف إفريقيا للدراجات 2011–12                                  |                         |
| 01 يناير 2012  | 2012 Tour de Bretagne                                          | الفائز في التصنيف العام |
| 01 أبريل 2012  | Tour du Maroc 2012                                             | الفائز في التصنيف العام |
| 06 مايو 2012   | سيركيت دي والونيا 2012                                         | الفائز في التصنيف العام |
| 09 يونيو 2012  | دلتا تور زيلاند 2011                                           | الفائز في التصنيف العام |
| 08 أكتوبر 2013 | بينشي-شيمي-بينشي 2013                                          | الفائز في التصنيف العام |
| 11 فبراير 2015 | 2015 African Road Cycling Championships Men ITT                |                         |
| 11 فبراير 2016 | بطولة جنوب أفريقيا لسباق الدراجات ضد الساعة 2016               |                         |
| 14 فبراير 2016 | سباق الطريق للرجال في بطولة جنوب أفريقيا 2016                  |                         |
| 02 مارس 2016   | طواف لانكاوي 2016                                              | الفائز في التصنيف العام |
| 13 فبراير 2022 | سباق الطريق للرجال في بطولة جنوب أفريقيا 2022                  | الفائز في التصنيف العام |
| 27 مارس 2022   | 2022 African Road Cycling Championships Men RR                 |                         |
| 12 فبراير 2023 | 2023 South Africa National Road Cycling Championships - Men RR |                         |

## روابط خارجية
- ريناردت جانس فان رينسبورغ على موقع الاتحاد الدولي للدراجات (الإنجليزية)
- ريناردت جانس فان رينسبورغ على موقع أرشيف الدراجات (الإنجليزية)
- ريناردت جانس فان رينسبورغ على موقع إحصائيات الدراجات الإحترافية (الإنجليزية)
- ريناردت جانس فان رينسبورغ على موقع نسبة الدراجات (الإنجليزية)
- ريناردت جانس فان رينسبورغ على موقع CycleBase (الإنجليزية)